# Eerste klasse 1899-00 (voetbal België)
Het seizoen 1899/00 van de Belgische Eerste Klasse was het vijfde officiële seizoen van de hoogste Belgische voetbalklasse. Net als in het voorgaande seizoen, bestond het kampioenschap uit twee reeksen. De ene reeks was de echte liga en bevatte vier Brusselse, een Antwerpse en Luikse club; de andere reeks bevatte clubs uit Oost- en West-Vlaanderen. In tegenstelling tot het vorige seizoen speelde elke club in de Vlaamse reeks nu tweemaal tegen alle andere deelnemers. De winnaars van beide reeksen speelden daarna tegen elkaar. Racing Club de Bruxelles veroverde zijn tweede landstitel.

## Gepromoveerde en degraderende teams
Er bestond geen echt systeem van promotie of degradatie. De competitie bestond uit zelfde teams als vorig seizoen, waar enkele clubs aan toegevoegd werden en waar enkel gefusioneerde clubs uit waren verdwenen. Na het seizoen verdwenen geen clubs door sportieve degradatie, hoewel niet alle clubs het volgende seizoen in de hoogste reeks zouden blijven spelen.

## Eindstand

### Afdeling Brabant, Antwerpen, Limburg en Luik
|    |   |                                      | P  | W | G | V  | +  | -  | DS  | Ptn |
| -- | - | ------------------------------------ | -- | - | - | -- | -- | -- | --- | --- |
| F  | 1 | Racing Club de Bruxelles             | 10 | 7 | 0 | 3  | 23 | 8  | 15  | 14  |
| GD | 2 | Antwerp FC                           | 10 | 6 | 2 | 2  | 12 | 14 | -2  | 14  |
|    | 3 | Athletic & Running Club de Bruxelles | 10 | 5 | 2 | 3  | 12 | 14 | -2  | 12  |
|    | 4 | FC Liégeois                          | 10 | 5 | 1 | 4  | 16 | 19 | -3  | 11  |
|    | 5 | Léopold Club de Bruxelles            | 10 | 4 | 1 | 5  | 15 | 10 | 5   | 9   |
|    | 6 | Skill FC de Bruxelles                | 10 | 0 | 0 | 10 | 3  | 16 | -13 | 0   |

P: wedstrijden gespeeld, W: wedstrijden gewonnen, G: gelijke spelen, V: wedstrijden verloren, +: gescoorde doelpunten, -: doelpunten tegen, DS: doelsaldo, Ptn: totaal punten
F: kwalificatie voor finale, GD: geen deelname volgend seizoen  ---  Wedstrijden waarin forfait werd gegeven telden niet mee voor het doelsaldo
Racing Club en Antwerp eindigden met evenveel punten bovenaan de rangschikking. In een beslissingswedstrijd in Leuven werd Racing Club de Bruxelles reekswinnaar en deze club mocht in de nationale finale aantreden.
| Datum      | Wedstrijd                             | Uitslag |
| ---------- | ------------------------------------- | ------- |
| 08/04/1900 | Racing Club de Bruxelles - Antwerp FC | 1-0     |

### Afdeling Oost- en West-Vlaanderen
|    |   |                 | P | W | G | V | + | - | DS | Ptn |
| -- | - | --------------- | - | - | - | - | - | - | -- | --- |
| F  | 1 | FC Brugeois     | ? | ? | ? | ? | ? | ? | ?  | ?   |
|    | 2 | CS Brugeois     | ? | ? | ? | ? | ? | ? | ?  | ?   |
| GD | 3 | RC de Gand      | ? | ? | ? | ? | ? | ? | ?  | ?   |
| GD | 4 | FC Courtraisien | ? | ? | ? | ? | ? | ? | ?  | ?   |

P: wedstrijden gespeeld, W: wedstrijden gewonnen, G: gelijke spelen, V: wedstrijden verloren, +: gescoorde doelpunten, -: doelpunten tegen, DS: doelsaldo, Ptn: totaal punten
F: kwalificatie voor finale, GD: geen deelname volgend seizoen

### Afdeling Henegouwen, Namen en Luxemburg
De afdeling is niet georganiseerd. Er waren geen ingeschreven clubs.

### Finale
| Datum      | Wedstrijd                              | Uitslag |
| ---------- | -------------------------------------- | ------- |
| 29/04/1900 | FC Brugeois - Racing Club de Bruxelles | 0-3     |
| 06/05/1900 | Racing Club de Bruxelles - FC Brugeois | 8-1     |

Racing Club de Bruxelles behaalde zijn tweede titel.

## Uitslagentabel

### Afdeling Brabant, Antwerpen, Limburg en Luik
|                                      |     | ANT   | ARB   | LEO   | LUI   | RCB   | SKI   |
| Antwerp FC                           | ANT | X     | 1-3   | 5-0ff | 5-3   | 5-0ff | 5-0ff |
| Athletic & Running Club de Bruxelles | ARB | 2-2   | X     | 0-0   | 1-2   | 4-1   | 5-0ff |
| Léopold Club de Bruxelles            | LEO | 1-3   | 0-5ff | X     | 6-0   | 3-2   | 3-1   |
| FC Liégeois                          | LUI | 1-1   | 3-2   | 4-2   | X     | 0-1   | 5-0ff |
| Racing Club de Bruxelles             | RCB | 4-0   | 5-0   | 5-0ff | 5-0ff | X     | 10-1  |
| Skill FC de Bruxelles                | SKI | 0-5ff | 0-5ff | 0-5ff | 1-3   | 0-5ff | X     |

### Afdeling Oost- en West-Vlaanderen
De resultaten van de wedstrijden in de Afdeling Oost- & West-Vlaanderen worden in geen van de gekende bronnen vermeld.

### Afdeling Henegouwen, Namen en Luxemburg
De afdeling is niet georganiseerd. Er waren geen ingeschreven clubs.

## Officieel kampioenschap
Het oorspronkelijk ontwerp was waarschijnlijk om een kampioenschap te spelen met drie afdelingen: 1) Brabant, Antwerpen, Limburg en Luik, 2) Oost- en West-Vlaanderen en 3) Henegouwen, Namen en Luxemburg. De winnaars van de drie afdelingen zouden dan onder elkaar een eindronde spelen voor de titel. Dat plan viel meteen in het water, want er waren geen inschrijvingen voor de Afdeling Henegouwen, Namen en Luxemburg. In Oost- en West-Vlaanderen speelde men tegen elkaar en FC Brugeois kwam als winnaar naar voor. Racing Club de Bruxelles won de eindronde tegen FC Brugeois. Aanvankelijk werd FC Brugeois als tweede vermeld op de erelijst van de Voetbalbond. Later werd dit gewijzigd in het voordeel van Antwerp FC, de tweede van de Afdeling Brabant, Antwerpen, Limburg en Luik. Dit betekent dat de Afdeling Oost- en West-Vlaanderen geschrapt werd als officiële competitie. De Afdeling Brabant, Antwerpen, Luik en Limburg werd het enig officieel kampioenschap.

## Topscorer
| Scorer                    | Goals | Team                     | Land     |
| ------------------------- | ----- | ------------------------ | -------- |
| Charles Atkinson-Grimshaw | ?     | Racing Club de Bruxelles | Engeland |

1895/96 · 1896/97 · 1897/98 · 1898/99 · 1899/00 · 1900/01 · 1901/02 · 1902/03 · 1903/04 · 1904/05 · 1905/06 · 1906/07 · 1907/08 · 1908/09 · 1909/10 · 1910/11 · 1911/12 · 1912/13 · 1913/14 · 1914/15 · 1915/16 · 1916/17 · 1917/18 · 1918/19 · 
1919/20 · 1920/21 · 1921/22 · 1922/23 · 1923/24 · 1924/25 · 1925/26 · 1926/27 · 1927/28 · 1928/29 · 1929/30 · 1930/31 · 1931/32 · 1932/33 · 1933/34 · 1934/35 · 1935/36 · 1936/37 · 1937/38 · 1938/39 · 1939/40 · 1940/41 · 1941/42 · 1942/43 · 1943/44 · 1944/45 · 1945/46 · 1946/47 · 1947/48 · 1948/49 · 1949/50 · 1950/51 · 1951/52 · 1952/53 · 1953/54 · 1954/55 · 1955/56 · 1956/57 · 1957/58 · 1958/59 · 1959/60 · 1960/61 · 1961/62 · 1962/63 · 1963/64 · 1964/65 · 1965/66 · 1966/67 · 1967/68 · 1968/69 · 1969/70 · 1970/71 · 1971/72 · 1972/73 · 1973/74 · 1974/75 · 1975/76 · 1976/77 · 1977/78 · 1978/79 · 1979/80 · 1980/81 · 1981/82 · 1982/83 · 1983/84 · 1984/85 · 1985/86 · 1986/87 · 1987/88 · 1988/89 · 1989/90 · 1990/91 · 1991/92 · 1992/93 · 1993/94 · 1994/95 · 1995/96 · 1996/97 · 1997/98 · 1998/99 · 1999/00 · 2000/01 · 2001/02 · 2002/03 · 2003/04 · 2004/05 · 2005/06 · 2006/07 · 2007/08 · 2008/09 · 2009/10 · 2010/11 · 2011/12 · 2012/13 · 2013/14 · 2014/15 · 2015/16 · 2016/17 · 2017/18 · 2018/19 · 2019/20 · 2020/21· 2021/22 · 2022/23 · 2023/24 · 2024/25